# Урюк (приток Нугуша)
Урю́к (баш. Үрек) — река, правый притока Нугуша в России, протекает в Ишимбайском, Мелеузовских районах Башкортостана. Устье реки находится в 62 км по правому берегу реки Нугуш. Длина реки — 91 км, площадь водосборного бассейна — 827 км².
Возможно, название от башкирско-булгарского слова үрек (ср. совр. башк. үҙәк) «долина, ложбина».
Начинается в Ишимбайском районе.
В верховьях находятся несколько хребтов: Балатау, Алатау. Стоял хутор Урюкбаш. Следующий населённый пункт на реке — деревня Кабясово, стоящая возле хребта Калу.
Низовье в Мелеузовском районе. При впадении в Нугушское водохранилище находится достопримечательность — Соколиная скала.

## Притоки
(км от устья)
- 19 км: река Земзя
- 28 км: река Ергаза (Ерегазе)
- 42 км: ручей Камбряк
- 44 км: река Ямаш (Ялмаш)
- 67 км: река Ималъелга
- 69 км: река Калгасау
- 74 км: Апись

## Данные водного реестра
По данным государственного водного реестра России относится к Камскому бассейновому округу, водохозяйственный участок реки — Нугуш от истока до Нугушского гидроузла, речной подбассейн реки — Белая. Речной бассейн реки — Кама.